# どうせ死ぬなら、パリで死のう。
『どうせ死ぬなら、パリで死のう。』（どうせしぬならパリでしのう）は、「特集ドラマ」として2025年3月16日にNHK総合で放送されたテレビドラマ。伊吹一
がオリジナル脚本を手がける。主演は岡山天音。
人生をこじらせた哲学者と人生を諦めた少年が、人生を悲観しつつもどこか楽しい共同生活を送り、やがて明日へと踏み出す姿が描かれる。   

## キャスト

### 主要人物
昼間吉人（ひるま よしひと）
演 - 岡山天音
大学の非常勤講師。人生をこじらせた哲学者。妊娠中の姉から甥っ子の幸太を預かる。

### 周辺人物
昼間幸太（ひるま こうた）〈10〉
演 - 森優理斗
吉人の甥っ子。
昼間明美（ひるま あけみ）
演 - 村川絵梨
吉人の姉。幸太の母。幸太の父親と別れた後、別の男性と交際・妊娠するが破局。
大和田理玖（おおわだ りく）
演 - 中村織央
明美の現在の恋人。売れないバンドマン。おおらかな性格。
三木ひかり（みき ひかり）
演 - 片岡礼子
吉人が勤務する大学の准教授。吉人のよき理解者。
和辻（わつじ）
演 - おいでやす小田
吉人のバイト先のコンビニ店長。
萩原雪乃（はぎわら ゆきの）
演 - ゆうちゃみ
吉人の大学の教え子。俳優になる夢を抱いている。
春川昆（はるかわ こん）
演 - 渡部潤一
謎の清掃員。

### その他
- 星耕介[3]、関修斗[3]

## スタッフ
- 作 - 伊吹一
- 音楽 - nih[3]
- 演出 - 松本仁志[5]
- プロデューサー - 葛西勇也[5]
- 制作統括 - 磯智明[5]
- 自殺対策考証 - 清水康之[6]
- 哲学考証 - 大谷崇[6]
- 助産指導 - 三宅はつえ[6]
- フランス語指導 - ミツギ・L[6]
- 取材協力 - フランス著作権事務所、法政大学出版局、紀伊国屋書店[6]
- 撮影協力 - 町田市、相模原市[6]
- 資料提供 - Getty Images[6]